# Diablo Grande AVA
Diablo Grande AVA (anerkannt seit dem 22. Juni 1998) ist ein Weinbaugebiet im US-Bundesstaat Kalifornien. Das Gebiet liegt im Verwaltungsgebiet Stanislaus County, nordöstlich der Stadt Patterson. Das Weinbaugebiet Salado Creek AVA schließt weiter südlich an.

## Allgemeines
Das gesamte, 12.141 Hektar große Areal gehört der Diablo Grande Resort Community, einer Ranch mit angeschlossenem Golfclub. Innerhalb des Areals gibt es aktuell nur ein Weingut, die Isom Ranch Winery. Die Rebflächen der geschützten Herkunftsbezeichnung liegen auf einer Höhe von 300 bis 550 m ü. NN. Die Höhe begünstigt etwas höhere Niederschlagsmengen und niedrigere Temperaturen als dies in der näheren Umgebung möglich ist. Dadurch kann ein breites Spektrum früh- und spätreifender Rebsorten angebaut werden.
Benannt ist das Weinbaugebiet nach dem Mount Diablo, der höchsten Erhebung der Region.